# ZTZ-201坦克
ZTZ-201坦克是中国人民解放军下一代中型坦克。于2025年8月中旬，纪念反法西斯战争胜利80周年大会前夕的彩排期间首次出现在公开场合。。为适应下一代陆地战争的复杂环境，ZTZ-201采取了高度信息化和集成化的设计，使其战场感知和主动反导反无人机能力相较于传统坦克得到大幅加强。

## 历史
中国目前大量装备99式家族的主战坦克，其初代型号99型服役后经过了多次迭代，最近一次重大升级是“和平使命-2014”联合军演中公开的重大改进型99A型。。国防部曾于2018年宣布15式的服役，但其属于轻型坦克，主要部署在西部高原地区以及水网密集的南方。所以ZTZ-201可以看作是解放军陆军坦克序列的重大迭代。

## 性能

### 火炮
ZTZ-201据信是一款重40吨级的中型坦克，在尺寸上略小于50吨级的99式，和40吨级的96式相近。其主要武器是一具105毫米主炮。该炮发射的尾翼稳定脱壳穿甲弹采用高性能装药，初速度高达每秒1706米，约为5倍音速，预计杀伤能力逼近传统的北约120毫米和俄系125毫米坦克火炮。

### 战场感知与防御
ZTZ-201坦克在装甲防护的设计理念上，相较传统坦克有着极大的不同。传统坦克往往注重装甲的被动防御能力，ZTZ-201坦克则具有鲜明的主动反导和反无人机特征，体现出解放军陆军信息化作战理念的重大改变。其炮塔的左前、右前、左后、右后共装备了四面相控阵雷达，这样的设计极其类似美国海军的宙斯盾和解放军海军的中华神盾战斗系统，使坦克具备360度的目标侦测和战场感知能力。俄罗斯曾在阿玛塔主战坦克采用相似的设计，但受限于俄罗斯落后的电子技术以及国家财政等原因，最终没有大规模量产。
除此以外，ZTZ-201坦克炮塔在多个方向设置了光学传感器，将战场画面实时传送到座舱内的屏幕上。这些传感器能探测不同波段的可见光和不可见光，以确保黑暗或低能见度环境下的战斗能力。两具四联装GL6型主动防护系统，分别安装在主炮塔的顶部两侧。央视军事频道曾公布一段实弹测试画面，显示GL6系统能主动侦测从多个角度来袭的火箭弹，并多频次发射破片榴弹进行末端拦截。相较传统的爆炸反应装甲，GL6系统能极大减少坦克车体受到的攻击。ZTZ-201主炮炮塔的后部，还安装有一具全自动反无人机炮塔，配备有光学和激光寻标器，能针对接近的无人机进行火力打击。